# Jacksonburg, Ohio
Jacksonburg là một làng thuộc quận Butler, tiểu bang Ohio, Hoa Kỳ. Năm 2010, dân số của làng này là 63 người.

## Dân số
- Dân số năm 2000: 67 người.
- Dân số năm 2010: 63 người.